# Маллинз, Ричард
Рич Маллинз (англ. Rich Mullins), или Ричард Уэйн Маллинз (англ. Richard Wayne Mullins; 21 октября 1955 года, Ричмонд, штат Индиана, США — 19 сентября 1997 года, Блумингтон, штат Иллинойс, США) — американский певец, музыкант и композитор, работавший в жанре современной христианской музыки.
Известность музыканту принесли церковные песни «Всемогущий Бог» (англ. Awesome God) и «Иногда за шагом» (англ. Sometimes by Step), обе ставшие классикой современной церковной музыки. Некоторые из его альбомов также признаны лучшими сборниками современной христианской музыки, в том числе «Ветер рая, суть земли» (1988), «Мир так хорош, как я помню» (1991) и «Литургия, предание и группа Бродяга» (1993). Его песни входили и входят в репертуар многочисленных исполнителей, таких, как группы «Третий день», «Зов Кэдмона», «Пять железных безумцев» и «Глиняные сосуды», певцов Эми Грант, Кэролайн Арендс, Майкла Смита, Джона Теша, Криса Райса, Ребекки Сент-Джеймс.
Он был последовательным христианином. Находился под сильным влиянием личности святого Франциска Ассизского (1181—1226). В 1997 году сочинил мюзикл под названием «Гимн Равнин», основанный на биографии святого Франциска, перенесённой в современные США. В 2014 году режиссёр Дэвид Шульц снял художественный фильм «Бродяга» о жизни Ричарда Маллинза.

## Биография
Ричард Уэйн Маллинз родился в Ричмонде, штат Индиана 21 октября 1955 года в семье фермеров Джона и Невы Маллинз. Родители его были протестантами. У него были две сестры и два брата. Среднее имя Уэйн он потерял ещё в детстве, так, как друзья звали его просто Ричем или Ричардом. Рич Маллинз, как и мать, был квакером. Повзрослев, он стал посещать собрания общины Друзей в Линне, штат Индиана. Образ жизни квакеров, их незлобивость и стремление к социальной справедливости позже послужили ему вдохновением при создании многих песен. Он был крещён подростком.
Ещё в детстве прабабушка научила его играть на фортепиано церковные гимны. Полноценное музыкальное образование он получил в начальной школе всё тех же квакеров. Подростком написал несколько песен для хора в Ричмонде, который был основан Тимом и Бонни Каммингсами в начале 1970-х годов. Вместе с этим хором в качестве певца, музыканта и композитора гастролировал в автобусе по штатам и записал альбом.
С 1974 по 1978 год учился в Цинциннатском библейском колледже, и чтобы оплатить обучение, работал в гараже. С 1975 по 1978 год был музыкальным руководителем и куратором молодежи в Эрланджерской объединённой методистской церкви, недалеко от Цинциннати, в Эрланджере, штат Кентукки.
В 1980-х годах переехал в Нэшвилл, штат Теннесси, где началась его профессиональная карьера в звукозаписывающей индустрии. В конце 1970-х — начале 1980-х был обручён и, готовясь к предстоящей свадьбе, написал песню «Нам хорошо вдвоём», позднее вошедшую в альбом Эми Грант «Прямо вперёд». Свадьба не состоялась, потому, что невеста разорвала помолвку, после чего Рич Маллинз писал песню «Дорога в Дамаск».
В 1988 году переехал в Уичито, штат Канзас, где в 1991 году стал соискателем степени бакалавра в области музыкального образования в Университете друзей. В это время с ним рядом был его друг и соратник Дэвид Штрассер, с которым они были знакомы с ранней юности. В рамках программы обучения, Рич Маллинз служил регентом в Западной евангелической свободной церкви. Живя в Уичито, он также регулярно посещал Центральную христианскую церковь. Завершил образование 14 мая 1995 года, получив степень бакалавра в области музыкального образования. После окончания, вместе с соратником Митчем Маквикером переехал в резервацию индейцев навахо в Цзэ-Бонито, штат Нью-Мексико, чтобы преподавать там музыку детям. В резервации у него был свой хоган, в котором он прожил последние годы.
Только после смерти Рича Маллинза стало известно, что большую часть прибыли от концертов и продажи альбомов он тратил на благотворительность, оставляя себе на жизнь лишь сумму эквивалентную средней заработной плате в США за тот год. Активно участвовал в деятельности организаций Международное сочувствие и Сочувствие в США.
19 сентября 1997 года Рич Маллинс и Митч Маквикер ехали в джипе в южном направлении по трассе I-39 к северу от Блумингтона, штат Иллинойс, на благотворительный концерт в Уичитский государственный университет, в Уичито, штат Канзас, когда внезапно автомобиль перевернулся. Они не были пристегнуты ремнями безопасности и оба оказались выброшенными из автомобиля. Рич Маллинз попал под колёса ехавшей по трассе фуры и от полученных травм мгновенно погиб на месте происшествия. Митч Маквикер был тяжело ранен, но выжил.
На похороны композитора и музыканта собралось много народа. Его похоронили на Гаррисонском городском кладбище в Холлансбруге, штат Огайо, рядом с могилами умершего в младенчестве брата и отца.

## Наследие
Незадолго до смерти, Ричард Маллинз работал над концептуальным альбомом, основанным на жизни в Иисусе Христе под названием «Десять песен об Иисусе». 10 сентября 1997 года, за девять дней до его смерти, он записал на диктофон песни альбома в заброшенной церкви. Эта запись была выпущена двумя дисками студией Джизэз Рекорд — на первом был записан оригинал, на втором новые песни композитора в исполнении группы «Бродяги», с приглашенными вокалистами Эми Грант, Майклом Смитом, Эшли Кливленд и Филом Кигги; в него также вошла одна не новая, но любимая покойным песня «Небо в глазах».
Интерес Ричарда Маллинза к личности святого Франциска Ассизского в последние годы его жизни перерос в интерес к католичеству в целом. В резервации навахо он часто присутствовал на мессе. Есть мнение, что он собирался перейти в католичество.
В 1998 году был выпущен трибьют-альбом «Всемогущий Бог: Памяти Рича Маллинза», в который вошли любимые песни музыканта, исполненные его сверстниками — певцами, выступающими в жанре современной христианской музыки.
Родные Ричарда Маллинза основали общество «Наследие малых братьев святого Франциска», которое продолжило его миссию по созданию художественных, театральных и музыкальных программ для лагерей индейской молодежи и основанию мобильной музыкальной школы для преподавания в отдаленных районах резервации.
Колор Грин Филмз, совместно с Кид Бразерс Сент Франк Ко. были сняты полнометражный художественный и документальный фильмы, основанные на жизни и наследии Ричарда Маллинза. Съёмки художественного фильма под названием «Бродяга» завершились в октябре 2012 года. Премьера прошла в Уичито, штат Канзас 9 января 2014 года.